# 聖馬丁 (明尼蘇達州)
聖馬丁（英語：St. Martin）是一個位於美國明尼蘇達州斯特恩斯縣的城市。

## 歷史
聖馬丁得名自都爾的瑪爾定，於1866年成立，1891年升格為城市。

## 人口
根據2020年美國人口普查的數據，聖馬丁的面積為2.26平方千米，皆為陸地。當地共有人口312人，而人口密度為每平方千米138人。